# Pseudoxenodon
Genre
Pseudoxenodon est un genre de serpents de la famille des Pseudoxenodontidae. 

## Répartition
Les espèces de ce genre se rencontrent dans le sud-est de l'Asie.

## Liste d'espèces
Selon The Reptile Database (10 septembre 2013) :
- Pseudoxenodon bambusicola Vogt, 1922
- Pseudoxenodon baramensis Smith, 1921
- Pseudoxenodon inornatus Boie, 1827
- Pseudoxenodon karlschmidti Pope, 1928
- Pseudoxenodon macrops (Blyth, 1855)
- Pseudoxenodon stejnegeri Barbour, 1908

## Publication originale
- Boulenger, 1890 : The Fauna of British India, Including Ceylon and Burma. Reptilia and Batrachia. p. 1-541 (texte intégral).